# Maximilian Grabner
Maximilian Grabner (2. října 1905 Vídeň – 28. ledna 1948 Krakov) byl rakouský válečný zločinec, za 2. světové války velitel politického oddělení gestapa v koncentračním táboře Osvětim-Březinka, díky čemuž úzce spolupracoval a byl podřízen Hlavnímu říšskému bezpečnostnímu úřadu v Berlíně. Po skončení války byl v polském Krakově odsouzen k trestu smrti.
Narodil se ve Vídni a po anšlusu Rakouska v roce 1938 se připojil k SS. Poté se stal členem gestapa a později přímo jeho velitelem ve vyhlazovacím táboře v Osvětimi. Měl velkou moc a byl plně zodpovědný za smrt mnoha tisíců lidí, sám se pak aktivně účastnil plynování Cyklonem B či střílení vězňů u popravčí stěny, ve kterém mu ochotně asistoval především pověstný zabiják Gerhard Palitzch. V roce 1943 se však šéfovi SS Heinrichu Himmlerovi nelíbil unik informací o vraždách, které se dostaly k Polákům a Spojencům, a Grabner byl na podzim roku 1943 odvolán. Uškodilo mu navíc i to, že se neoprávněně obohacoval na majetku vězňů, což zjistilo vedení SS během svého vyšetřování v Osvětimi. Grabner byl poté postaven před policejní a SS soud ve Výmaru a obviněn, vyšetřování však nebyl ukončeno. Poté se vrátil zpět ke gestapu, a to v Katovicích a také Vratislavi. Na konci války se mu podařilo zmizet zpět do rodného Rakouska, tam však byl v srpnu 1945 Spojenci zajat a na rozdíl od mnoha jiných zajatých velitelů Grabner přiznal, že věděl o zabíjení v plynových komorách. V Osvětimském procesu v Krakově (spolu například s Arthurem Liebehenschelem či Josefem Kramerem) byl pak odsouzen za účast na vraždách a zločinech proti lidskosti k trestu smrti oběšením, rozsudek byl vykonán v lednu 1948.
Na Grabnera rovněž sváděli vinu někteří bývalí dozorci souzení v 60. letech 20. století (během tzv. Frankfurtského procesu) ve Frankfurtu nad Mohanem, svou vinu však nechtěli přiznat. Jeden z nich například uvedl: „O tom nic nevím, odpovědný byl Grabner.“
Jeden z mála vězňů Sonderkommanda, kteří věznění v Osvětimi přežili, po válce na Grabnera vzpomínal slovy: „Vzpomínám, jak se kápo Mietek obrátil na Grabnera se žádostí, aby mu přidělil na práci dalšího vězně, protože jeden z naší skupiny zemřel. Grabner mu odpověděl, že jeden přírůstek mu dát nemůže a že musí ubít ještě čtyři Židy, pak mu jich dá rovnou pět nových. Zeptal se přitom Mietka, čím vězně bije. Mietek mu ukázal obušek. Grabner tehdy popadl železnou tyč a vysvětlil Mietkovi, že má bít vězně právě takovou tyčí.“
Slovenský vězeň Filip Müller, který přežil válku a Grabnera osobně rovněž potkal, pak po válce vzpomínal, že Grabner byl také jedním z těch, co před plynovými komorami lidi jdoucí na smrt falešně uklidňoval: „Na prvním místě se musíme postarat o vaše zdraví. Proto musíte nejdříve pod sprchu. Až se vykoupete, dostane každý talíř polévky.“